# Michel Carlhian
Michel Carlhian, né le 31 octobre 1911 à Paris 8e et décédé le 17 novembre 1977 à Nîmes, est un ancien golfeur français amateur.
Il est aussi le dirigeant de la Maison Carlhian, fabricant de meubles de style.
Il est le fils d'André Carlhian.
On a donné son nom au trophée remis au vainqueur des Internationaux de France cadets hommes.

## Palmarès
- Octuple champion de France amateurs, en 1932, 1934, 1935, 1936, 1938, 1942, 1943, et 1944 ;
- vainqueur de l'Omnium de France en 1942 (zone nord) ;
- vice-champion de France en 1937;
- champion de France juniors en 1929 ;
- vainqueur de la Coupe Mouchy, à Fontainebleau à six reprises, en 1932, 1934, 1935, 1936, 1938, et 1952 ;
- vainqueur de la Coupe de Biarritz en 1951.